# Happiness (Sam Sparro)
Happiness is een nummer van de Australische singer-songwriter Sam Sparro. Het is de eerste single van zijn tweede studioalbum Return to Paradise.

## Hitnoteringen

### NederlandseSingle Top 100
| Positie: | 81 | 70 | 74 | 91 | 98 | uit |

### VlaamseUltratop 50
| Hitnotering: 05-05-2012 t/m 29-09-2012 (week 1 t/m 22) Hitnotering: 27-10-2012 (week 23) Hitnotering: 10-11-2012 t/m 24-11-2012 (week 24 t/m 26) Hitnotering: 05-01-2013 t/m 12-01-2013 (week 27 t/m 28) | Hitnotering: 05-05-2012 t/m 29-09-2012 (week 1 t/m 22) Hitnotering: 27-10-2012 (week 23) Hitnotering: 10-11-2012 t/m 24-11-2012 (week 24 t/m 26) Hitnotering: 05-01-2013 t/m 12-01-2013 (week 27 t/m 28) | Hitnotering: 05-05-2012 t/m 29-09-2012 (week 1 t/m 22) Hitnotering: 27-10-2012 (week 23) Hitnotering: 10-11-2012 t/m 24-11-2012 (week 24 t/m 26) Hitnotering: 05-01-2013 t/m 12-01-2013 (week 27 t/m 28) | Hitnotering: 05-05-2012 t/m 29-09-2012 (week 1 t/m 22) Hitnotering: 27-10-2012 (week 23) Hitnotering: 10-11-2012 t/m 24-11-2012 (week 24 t/m 26) Hitnotering: 05-01-2013 t/m 12-01-2013 (week 27 t/m 28) | Hitnotering: 05-05-2012 t/m 29-09-2012 (week 1 t/m 22) Hitnotering: 27-10-2012 (week 23) Hitnotering: 10-11-2012 t/m 24-11-2012 (week 24 t/m 26) Hitnotering: 05-01-2013 t/m 12-01-2013 (week 27 t/m 28) | Hitnotering: 05-05-2012 t/m 29-09-2012 (week 1 t/m 22) Hitnotering: 27-10-2012 (week 23) Hitnotering: 10-11-2012 t/m 24-11-2012 (week 24 t/m 26) Hitnotering: 05-01-2013 t/m 12-01-2013 (week 27 t/m 28) | Hitnotering: 05-05-2012 t/m 29-09-2012 (week 1 t/m 22) Hitnotering: 27-10-2012 (week 23) Hitnotering: 10-11-2012 t/m 24-11-2012 (week 24 t/m 26) Hitnotering: 05-01-2013 t/m 12-01-2013 (week 27 t/m 28) | Hitnotering: 05-05-2012 t/m 29-09-2012 (week 1 t/m 22) Hitnotering: 27-10-2012 (week 23) Hitnotering: 10-11-2012 t/m 24-11-2012 (week 24 t/m 26) Hitnotering: 05-01-2013 t/m 12-01-2013 (week 27 t/m 28) | Hitnotering: 05-05-2012 t/m 29-09-2012 (week 1 t/m 22) Hitnotering: 27-10-2012 (week 23) Hitnotering: 10-11-2012 t/m 24-11-2012 (week 24 t/m 26) Hitnotering: 05-01-2013 t/m 12-01-2013 (week 27 t/m 28) | Hitnotering: 05-05-2012 t/m 29-09-2012 (week 1 t/m 22) Hitnotering: 27-10-2012 (week 23) Hitnotering: 10-11-2012 t/m 24-11-2012 (week 24 t/m 26) Hitnotering: 05-01-2013 t/m 12-01-2013 (week 27 t/m 28) | Hitnotering: 05-05-2012 t/m 29-09-2012 (week 1 t/m 22) Hitnotering: 27-10-2012 (week 23) Hitnotering: 10-11-2012 t/m 24-11-2012 (week 24 t/m 26) Hitnotering: 05-01-2013 t/m 12-01-2013 (week 27 t/m 28) | Hitnotering: 05-05-2012 t/m 29-09-2012 (week 1 t/m 22) Hitnotering: 27-10-2012 (week 23) Hitnotering: 10-11-2012 t/m 24-11-2012 (week 24 t/m 26) Hitnotering: 05-01-2013 t/m 12-01-2013 (week 27 t/m 28) | Hitnotering: 05-05-2012 t/m 29-09-2012 (week 1 t/m 22) Hitnotering: 27-10-2012 (week 23) Hitnotering: 10-11-2012 t/m 24-11-2012 (week 24 t/m 26) Hitnotering: 05-01-2013 t/m 12-01-2013 (week 27 t/m 28) | Hitnotering: 05-05-2012 t/m 29-09-2012 (week 1 t/m 22) Hitnotering: 27-10-2012 (week 23) Hitnotering: 10-11-2012 t/m 24-11-2012 (week 24 t/m 26) Hitnotering: 05-01-2013 t/m 12-01-2013 (week 27 t/m 28) | Hitnotering: 05-05-2012 t/m 29-09-2012 (week 1 t/m 22) Hitnotering: 27-10-2012 (week 23) Hitnotering: 10-11-2012 t/m 24-11-2012 (week 24 t/m 26) Hitnotering: 05-01-2013 t/m 12-01-2013 (week 27 t/m 28) | Hitnotering: 05-05-2012 t/m 29-09-2012 (week 1 t/m 22) Hitnotering: 27-10-2012 (week 23) Hitnotering: 10-11-2012 t/m 24-11-2012 (week 24 t/m 26) Hitnotering: 05-01-2013 t/m 12-01-2013 (week 27 t/m 28) | Hitnotering: 05-05-2012 t/m 29-09-2012 (week 1 t/m 22) Hitnotering: 27-10-2012 (week 23) Hitnotering: 10-11-2012 t/m 24-11-2012 (week 24 t/m 26) Hitnotering: 05-01-2013 t/m 12-01-2013 (week 27 t/m 28) | Hitnotering: 05-05-2012 t/m 29-09-2012 (week 1 t/m 22) Hitnotering: 27-10-2012 (week 23) Hitnotering: 10-11-2012 t/m 24-11-2012 (week 24 t/m 26) Hitnotering: 05-01-2013 t/m 12-01-2013 (week 27 t/m 28) | Hitnotering: 05-05-2012 t/m 29-09-2012 (week 1 t/m 22) Hitnotering: 27-10-2012 (week 23) Hitnotering: 10-11-2012 t/m 24-11-2012 (week 24 t/m 26) Hitnotering: 05-01-2013 t/m 12-01-2013 (week 27 t/m 28) | Hitnotering: 05-05-2012 t/m 29-09-2012 (week 1 t/m 22) Hitnotering: 27-10-2012 (week 23) Hitnotering: 10-11-2012 t/m 24-11-2012 (week 24 t/m 26) Hitnotering: 05-01-2013 t/m 12-01-2013 (week 27 t/m 28) | Hitnotering: 05-05-2012 t/m 29-09-2012 (week 1 t/m 22) Hitnotering: 27-10-2012 (week 23) Hitnotering: 10-11-2012 t/m 24-11-2012 (week 24 t/m 26) Hitnotering: 05-01-2013 t/m 12-01-2013 (week 27 t/m 28) |
| Week: | 1 | 2 | 3 | 4 | 5 | 6 | 7 | 8 | 9 | 10 | 11 | 12 | 13 | 14 | 15 | 16 | 17 | 18 | 19 | 20 |
| --- | --- | --- | --- | --- | --- | --- | --- | --- | --- | --- | --- | --- | --- | --- | --- | --- | --- | --- | --- | --- |
| Positie: | 17 | 2 | 2 | 2 | 1 | 2 | 1 | 1 | 1 | 1 | 1 | 1 | 2 | 5 | 8 | 11 | 12 | 14 | 18 | 27 |
| Week: | 21 | 22 | | 23 | | 24 | 25 | 26 | | 27 | 28 | | | | | | | | | |
| Positie: | 31 | 38 | uit | 17 | uit | 41 | 43 | 48 | uit | 49 | 30 | uit | | | | | | | | |

### VlaamseRadio 2 Top 30
| Hitnotering: 26-05-2012 t/m 13-10-2012 | Hitnotering: 26-05-2012 t/m 13-10-2012 | Hitnotering: 26-05-2012 t/m 13-10-2012 | Hitnotering: 26-05-2012 t/m 13-10-2012 | Hitnotering: 26-05-2012 t/m 13-10-2012 | Hitnotering: 26-05-2012 t/m 13-10-2012 | Hitnotering: 26-05-2012 t/m 13-10-2012 | Hitnotering: 26-05-2012 t/m 13-10-2012 | Hitnotering: 26-05-2012 t/m 13-10-2012 | Hitnotering: 26-05-2012 t/m 13-10-2012 | Hitnotering: 26-05-2012 t/m 13-10-2012 | Hitnotering: 26-05-2012 t/m 13-10-2012 |
| Week:                                  | 1                                      | 2                                      | 3                                      | 4                                      | 5                                      | 6                                      | 7                                      | 8                                      | 9                                      | 10                                     | 11                                     |
| -------------------------------------- | -------------------------------------- | -------------------------------------- | -------------------------------------- | -------------------------------------- | -------------------------------------- | -------------------------------------- | -------------------------------------- | -------------------------------------- | -------------------------------------- | -------------------------------------- | -------------------------------------- |
| Positie:                               | 22                                     | 14                                     | 1                                      | 1                                      | 1                                      | 1                                      | 1                                      | 1                                      | 1                                      | 1                                      | 2                                      |
| Week:                                  | 12                                     | 13                                     | 14                                     | 15                                     | 16                                     | 17                                     | 18                                     | 19                                     | 20                                     | 21                                     |                                        |
| Positie:                               | 3                                      | 4                                      | 6                                      | 8                                      | 10                                     | 13                                     | 14                                     | 17                                     | 23                                     | 30                                     | uit                                    |